# Stig Karlson
Stig Karlson, född 22 maj 1900 i Stockholm, död 10 april 1967 i Johannes församling, Stockholm, var en svensk läkare.
Karlson, som var son till handelsresande Adolf Fredrik Karlsson och Agnes Axlin, blev medicine licentiat i Stockholm 1930, medicine doktor 1944 på avhandlingen A contribution to the methods of recording the motility of the human uterus, docent i medicin vid Karolinska institutet 1945 och tilldelades professors namn 1965. Han blev överläkare vid Sankt Eriks sjukhus barnbördshus 1947, vid Allmänna barnbördshuset 1949 och var styresman där från samma år. Stig Karlson är begravd på Norra begravningsplatsen utanför Stockholm.